# مريم أباتشا
مريم أباتشا Maryam Abacha (ولدت عام 1947 في كادونا) هي أرملة ساني أباتشا رئيس نيجيريا بين عامي 1993 و 1998.
بعد وفاة زوجها في يونيو 1998 حاولت مريم أباتشا مغادرة نيجيريا ومعها حقائب مليئة بالمال. لكن تم القبض عليها ومنعت من مغادرة نيجيريا. وكان الرئيس التالي أوباسانجو قد قام بسجن محمد أباتشا لمدة ثلاث سنوات قبل أن تثبت براءته من التهم الموجهة اليه، وظلت مريم أباتشا ممنوعة من السفر منذ عام 2000م وحتى رفع الحظر عن سفرها في نهاية عام 2008م.
ولديها ثلاث بنات وسبعة أبناء، إبنها البكر إبراهيم أباتشا (توفي في حادث تحطم طائرته الخاصة عام 1996 بالقرب من مطار كانو ) وإبنها الثاني هو محمد أباتشا.
من أعمالها أثناء فترة رئاسة زوجها تأسيس المستشفى الوطني في أبوجا (وكان في الأصل المستشفى الوطني للنساء والأطفال). وكذلك مستشفى مريم أباتشا للنساء والأطفال في ولاية صكتو والذي يحمل اسمها أيضا.